# Боярский приговор о станичной и сторожевой службе
«Боярский приговор о станичной и сторожевой службе» — первый русский устав пограничной службы, разработанный специальной комиссией по приказу царя Ивана Грозного для организации защиты южных и юго-восточных рубежей Русского царства и утверждённый 16 февраля 1571 года. Также может считаться первым в истории России воинским уставом.

## Предыстория
С начала XVI века крымские татары и ногаи совершали регулярные набеги на земли Русского государства с целью грабежа и захвата рабов. Ответом русских властей стало возведение засечных черт — цепи городов-крепостей, соединённых многокилометровыми засеками. Гарнизоны крепостей были в состоянии самостоятельно отбить небольшие набеги, однако в случае подхода крупных сил врага требовался сбор поместного войска. Учитывая высокую скорость передвижения крымцев, а также время, необходимое на мобилизацию и переброску войск к театру военных действий, для московского правительства критически важной являлась задача как можно раньше узнать о нападении и оценить его масштаб.
В 1558 году началась Ливонская война. Поначалу успешная для Русского царства, она привела к столкновению с крупными европейскими державами: Великим княжеством Литовским (в 1569 году вошедшим в состав Речи Посполитой) и Швецией. Боевые действия велись с максимальным напряжением сил, при этом из 25 лет войны только 3 года не было крымских набегов на южную границу, то есть ситуацию можно охарактеризовать как войну на два фронта.
В сентябре 1570 года Иван Грозный получил несколько донесений о приближении крупных сил крымцев во главе с самим ханом, приняв решение лично выступить в поход к Серпухову «искати прямого дела», то есть навязать решительное сражение. Для этого пришлось отложить уже подготовленный поход на Ревель. Однако найти противника так и не удалось. Путивльский воевода Пётр Татев прислал донесение о том, что по его поручению сторожевые казаки ездили в Дикое Поле и не обнаружили даже следов крымской конницы. Собранный в Серпухове военный совет пришёл к неутешительному выводу:

И сентября в 20 день государь царь и великий князь Иван Васильевич всеа Русии и сын ево царевич князь Иван Иванович приговори[ли] со всеми бояры и воеводы, выписав из отписок, слушать всяких вестей; и слушав вестей, приговорили, что государю стояти в Серпухове нечево для, про царя и про царевичи и про большие люди всё станишники солгали.

Таким образом, ход событий свидетельствовал о том, что пограничная служба явно не справляется со своей задачей и требуется её коренная реорганизация.

## Авторство и процесс создания
Лета 7079 генваря в 1[-й] д.[ень] приказал государь, царь и великий князь Иван Васильевич, всеа Русии боярину своему князю Михаилу Ивановичю Воротынскому ведати станицы и сторожи и всякие свои государевы полские службы.
Задача была поручена самому опытному «воеводе от поля», руководителю всей обороны «крымской укра́ины» князю Михаилу Ивановичу Воротынскому. Он начал с подробного изучения документов Разрядного приказа, касающихся службы на южной границе, «велел доискатись станичных прежних списков». Затем в Разрядный приказ были вызваны с «крымской украины» служилые люди, прежде всего те, кто имел большой опыт по охране границы, «преж того езживали лет за десять и за пятнадцать». Были привлечены к работе даже те, кто покинул службу по старости или увечью, но «наперед того в станицах и на сторожи изживали, или… в полону были, а ныне из полону вышли».
В январе — феврале 1571 года «из всех украинных городов дети боярские, станичники и сторожи и вожи… к Москве все съехались», и «станичных голов и их товарищев станичников, и вожей, и сторожей велел государь распросити, а распрося расписати подлинно, из котораго города и по которым местом и до каких мест пригоже станицам ездити, и на которых местах сторожам на сторожах стояти…».
Обстоятельно расспросив опытных служилых людей, «как бы государеву станичному делу было прибыльнее», Воротынский «приговор велел написать». Одновременно на границу были посланы уполномоченные, чтобы лично убедиться в правильности расстановки сторожевых застав. По «украинным городам» ездили с той же целью воеводы и дьяки Разрядного приказа (М. В. Тюфякин, М. И. Ржевский и другие). После полуторамесячной работы 16 февраля 1571 года был утверждён первый в истории России пограничный устав.

## Содержание

### Организация

Чертёж городов, сторож и станичных разъездов
на степной укра́ине Московского государства

«Боярский приговор…» предусматривал два основных элемента организации пограничной службы на «крымской украине»: сторо́жи и станицы. Сторожа — постоянная застава, за которой закреплялось 30—50 вёрст границы, а личный состав включал до десятка сторожей. Часть из них скрытно стояла дозором в удобном для наблюдения месте, а остальные по двое ездили по степи. Сочетание неподвижного дозора с разъездами позволяло прикрыть немногими людьми значительный участок границы: если врагу удавалось незаметно миновать дозор, следы крымской конницы — сакму — обнаруживали разъезды.
Станица — подвижная сторожевая застава — состояла из 4—6 всадников, которые непрерывно ездили вдоль границы, отыскивая татарские сакмы. За две недели обязательной службы станица проезжала 400—500 вёрст. Маршруты станичников были проложены так, чтобы, пересекаясь, они охватывали всю степную границу. Проскочить незамеченными не могли даже небольшие отряды.
«Боярский приговор…» подробно излагает порядок несения пограничной службы, тактические приёмы охраны границы, правила безопасности самих сторожей и станичников. Заметив движение крымской конницы, сторожа обязаны послать гонца в ближайший пограничный город, а сами продолжать наблюдение, следуя за врагом и стараясь узнать его численность и направление движения. И лишь «про то розведав гораздо, самим с вестми с подлинными спешити к тем городом, на которые места воинские люди пойдут». Особое внимание уделялось достоверности «вестей». Устав указывал: «А не быв на сакме и не сметив людей и не доведовся допрямо, на которые места воинские люди пойдут, станичником и сторожем с ложными вестми не ездити и не дождався на сторожах сторожем собе перемены со сторож не съезжати».
Каждый участок границы, на котором стояло несколько сторож и станиц, возглавлялся станичным головой. В его распоряжении был отряд детей боярских численностью 100—130 человек. В дополнение к «Боярскому приговору…» были составлены подробные «росписи», где именно быть «стоялым сторожам», на сколько вёрст и в какую сторону двигаться «разъездным сторожам», где встречаться с разъездами соседней сторожи. Всего в «росписях» было 73 сторожи, которые объединялись в крупные участки: «донецкие сторожи», «путивльские ближние сторожи», «сторожи из украинных городов», «мещерские сторожи» и так далее.

### Дисциплина
За самовольный отъезд сторожей и станичников со службы предусматривались суровые наказания: «А которые сторожи, не дождався собе отмены, с сторожи съедут, а в те поры государевым украинам от воинских людей учинитца война, и тем сторожем от государя, царя и великаго князя быти казненым смертью». Правильность несения службы контролировали воеводы и станичные головы. Если выяснялось, что «стоят небережно и неусторожливо и до урочищ не доезжают, а хотя приходу воинских людей и не будет, и тех станичников и сторожей за то бити кнутьем».
При этом большое значение придавалось инициативе рядовых пограничников, которые действовали небольшими группами на бескрайних степных просторах и в большинстве случаев могли надеяться при столкновениях с врагом только на собственные силы и на отличное знание местности: в уставе подчеркивалось, что они вольны «ехати… которыми месты пригоже»; действовать, «посмотря по делу и по ходу»; самостоятельно решать, что для них самих и для «государева дела» будет «податнее и прибыльнее».

### Материальное обеспечение и условия службы

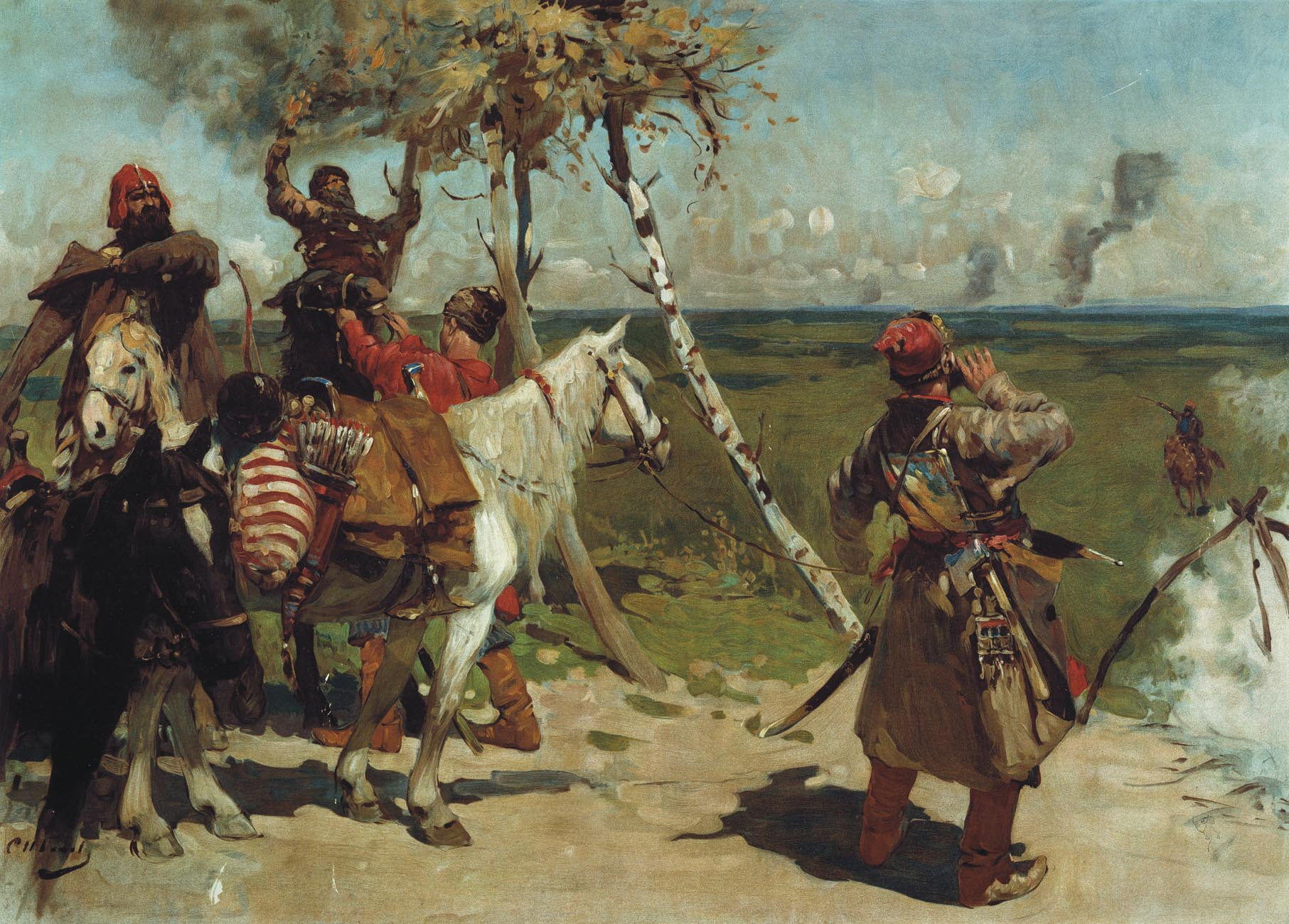
С. В. Иванов. На сторожевой границе Московского государства (1907)

Воеводам «украинных городов» предписывалось «смотрити накрепко, чтоб у сторожей лошади были добры и ездили б на сторожи, на которых стеречи, о дву конь, на которых бы лошадех мочно, видев людей, уехати, а на худых лошадех однолично на сторожи не отпущати». Служилых людей, у которых не оказывалось «добрых лошадей», были обязаны обеспечить конями станичные головы. Случалось, что сторожа и станичники, торопясь вовремя доставить «вести», загоняли своих коней насмерть, теряли имущество. Устав предусматривал в таких случаях денежную компенсацию. Перед отправкой служилых людей на границу воеводы были обязаны «лошади их и рухлядь ценити по государеву наказу. А на которую станицу или на сторожей розгон будет и лошади их и рухлядь поемлют, и за те лошади и за рухлядь по воеводским отпискам и по ценовным спискам платити денги».
Пограничникам платили большое по тому времени жалованье: «польская служба» считалась трудной и опасной. «Станичным головам, которые ездят из Путивля на поле в станице, давати проезжаво по четыре рубли, а детем боярским, которые ездят с ними в станицах, тем детем боярским давати проезжаго по два рубля человеку». За каждый лишний день служилые люди получали с припоздавшей смены существенную денежную компенсацию: «по полуполтине на человека на день».
Строго была регламентирована и продолжительность службы на границе. Каждая сторожа должна была «стояти с весны по шести недель, а в осень по месяцу». Станицы объезжали свой участок границы в течение пятнадцати дней, да еще две недели были в резерве в своем пограничном городе, чтобы прикрыть границу, если «которую станицу разгонят» напавшие татары.

## Значение
К катастрофическому по своим последствиям походу в мае 1571 года результаты реформы ещё не успели сказаться. Но уже в следующем году пограничная служба сыграла значительную роль в успехе действий русских войск, завершившихся решительной победой в битве при Молодях.
Основные положения «Боярского приговора о станичной и сторожевой службе» действовали более ста лет вплоть до того времени, когда Российское государство продвинулось далеко на юг, а армия была реорганизована на регулярной основе.
На основе устава 1571 года был выработан новый устав этой службы в 1623 году.